# André Bloc
André Bloc (Alger, 23 mai 1896 - New Delhi, 8 novembre 1966) est un architecte français, sculpteur et éditeur et fondateur de diverses revues spécialisées.
Il fut en relation avec des architectes comme Auguste Perret, Henri Sauvage, Claude Parent et Frantz Jourdain.

## Biographie
André Bloc naît en Algérie, il vient en métropole en 1898. Il fait des études d'ingénieur à l'École centrale Paris jusqu'en 1920 puis travaille dans des usines de moteurs et de turbines.
En 1921 il fait la connaissance de Le Corbusier qui l'influence beaucoup et se tourne vers l'architecture.
En 1922 il devient secrétaire général de la revue Science et Industrie, un an plus tard en 1923, le secrétaire général de la revue la Revue de l'ingénieur.
En 1924 il fonde la Revue générale du Caoutchouc. En 1930 André Bloc fonde la célèbre revue L'Architecture d'aujourd'hui qu'il dirigera pendant longtemps.
À partir de 1940, il se tourne vers la sculpture. André Bloc fait les premières grandes sculptures à Paris entre 1949 et 1956. À partir de 1949, il fonde diverses revues, comme Art d'Aujourd'hui.
En 1951 André Bloc intéressé par les artistes différents crée le groupe Espace. Le but est de porter les idées du constructivisme et néo-plasticisme dans l'urbanisme et le domaine social.
Des artistes et urbanistes comme Étienne Béothy, Sonia Delaunay, Jean Dewasne,Remy Le Caisne, Jean Gorin, Félix Del Marle, Edgard Pillet, Ionel Schein, Nicolas Schöffer, Pierre Székely, Victor Vasarely et Jean Weinbaum adhèrent au groupe. Espace considère l'architecture, la peinture, la sculpture et l'art en général, comme des phénomènes sociaux : à travers le bâti en construction, œuvrent, non seulement l'architecte mais aussi des artistes afin que soit défini un cadre nouveau, mieux adapté aux exigences, et aux contraintes, de la vie moderne.
En 1952, le projet et la construction de la maison Bellevue à Meudon aboutissent. Ensuite André Bloc travaille jusqu'en 1966 principalement comme sculpteur et décorateur. En 1959, il participe à documenta II à Cassel. Bloc a réalisé de nombreux projets, entre autres à Téhéran, Nice, Jacksonville et Dakar. Ses sculptures ont une forme organique sculpturale à mi-chemin entre l'architecture et la sculpture.